# Arie Maasland
Arie Maasland (Rotterdam, 26 mei 1908 – Bussum, 22 november 1980) was een Nederlands componist en musicus. Veel werken van hem zijn onder het pseudoniem Malando gepubliceerd.

## Levensloop
Maasland begon na zijn hbs-opleiding een studie als bouwkundig tekenaar. Maar spoedig wisselde hij naar de muziek. Op 6-jarige leeftijd kreeg hij van Jan Kriek pianoles. Als scholier vormde hij al een orkestje. Later was hij leider van het ensemble "The Jumping Jacks", een sextet waarin hij van 1933 tot 1939 als accordeonist en slagwerker speelde. Voor dit sextet schreef hij ook composities en arrangementen en hij merkte dat het publiek zich aangesproken voelde, in het bijzonder door de tango. Hij creëerde een eigen tangostijl. Zijn opus 1 is een tango met de titel Annie.
In 1939 vormde hij een eigen orkest, dat in Leeuwarden op 1 juli 1939 in dancing Spoorzicht première had. Tijdens de Tweede Wereldoorlog kon hij uit een transport naar het kamp Amersfoort met twee andere orkestleden ontsnappen; hij was opgeroepen voor de Arbeitseinsatz in Duitsland en had geweigerd daaraan gehoor te geven. Na de bevrijding kon het orkest blijven optreden, maar in de eerste jaren trad Maasland samen met Jan Gorissen ook als accordeonduo "Malgori" op. Een contract met de VARA in 1946 vergrootte de bekendheid van het orkest en de triomftijd lag tussen 1947 en 1960. In deze periode vallen talloze tournees door Europa, Nederlands-Indië en vanaf 1960 ook door Japan. In 1968 maakte Maasland een reis door Argentinië, het moederland van de tango. Op 23 mei 1979 nam hij definitief afscheid van het publieke optreden met een VARA-televisieshow.
Zijn totale oeuvre omvat rond 150 composities. Hij schreef voor orkesten, harmonieorkesten en andere media. Maasland is vaak onderscheiden, zoals in 1959 in Pavia, Italië met de Oscar Mondiale als beste accordeonist, in 1964 met de Edisonprijs en twee jaar later met de Gouden Harp van de stichting Conamus. In 1973 kreeg hij een koninklijke onderscheiding.
Maasland was sinds 31 oktober 1934 gehuwd met Johanna Cornelia van der Star, met wie hij een dochter Lia had.
Zijn kleinzoon Daniël Overweg zou later optreden als Danny Malando.

## Composities
- 1935: Annie, tango, op. 1

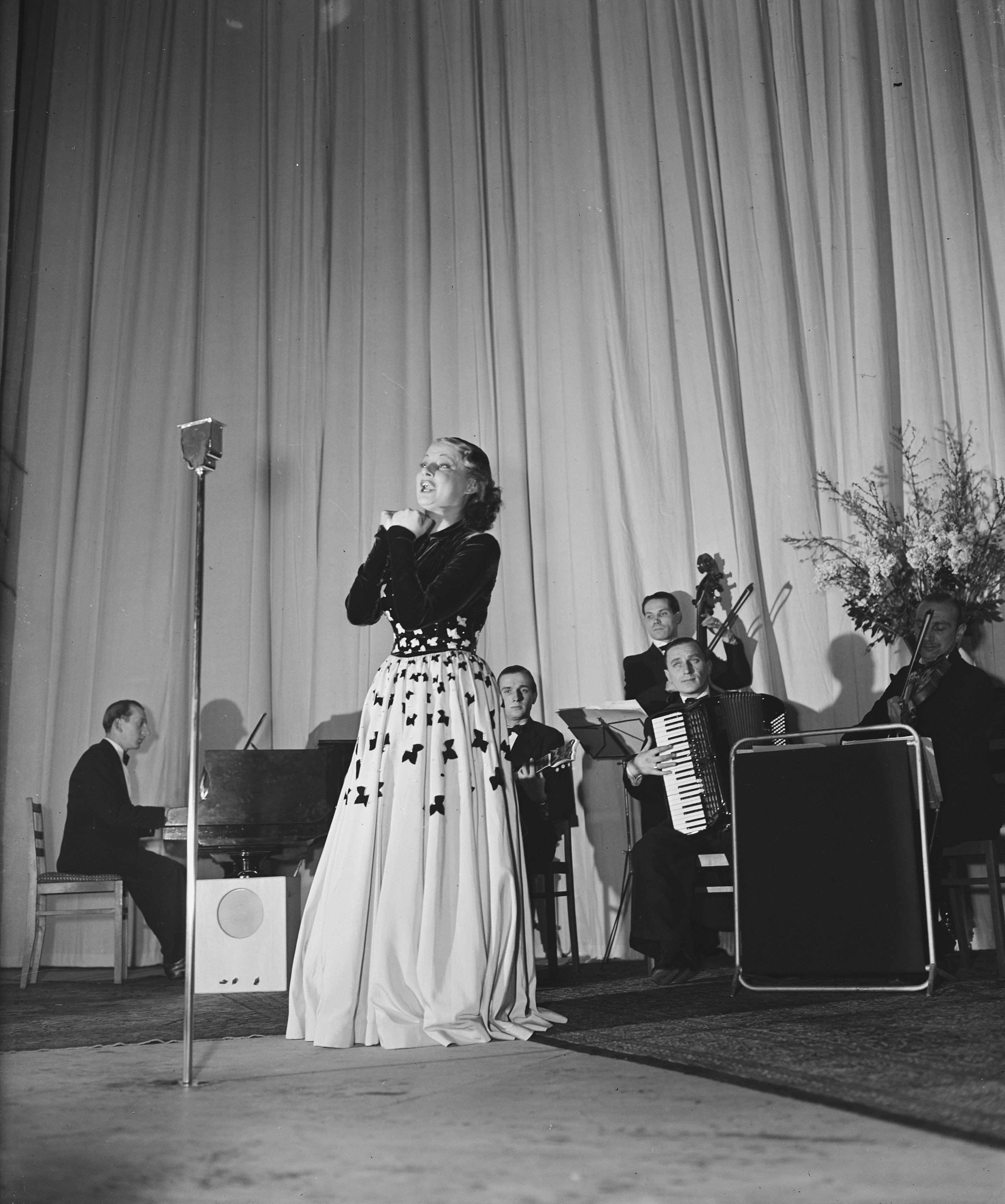
Orkest Malando als begeleiding van Rina Ketty (1946)

- 1937: Olé Guapa (oorspronkelijk: "Cosmopoliet"), tango, op. 4
- 1938: Bonita Niña, tango
- 1940: Cornelita, tango
- 1940: Guapita, tango
- 1942: Tango voor twee
- 1943: Manolita, rumba
- 1947: Noche de Estrellas, tango
- 1951: Rambla de Flores, paso doble
- 1955: Campanillas, tango
- 1957: Con Sentimento, tango
- 1962: Soleado, tango
- Cordilleras de los Andes, suite
  1. Cotopaxi
  2. Illimani
  3. Coropuna
- Noche de primavera, tango
- Pedrita, tango
- Los Ríos (Rivierencyclus), suite
  1. Río Negro
  2. Yapura
  3. Orinoco
  4. Chubut
- Spaanse Wals

## NPO Radio 2 Top 2000
| Nummer met noteringen in de NPO Radio 2 Top 2000 | '99  | '00  | '01  | '02  | '03  |
| ------------------------------------------------ | ---- | ---- | ---- | ---- | ---- |
| Olé Guapa                                        | 1440 | 1898 | 1906 | 1658 | 1588 |

1. ↑  Een vetgedrukt getal geeft de hoogste notering aan.
2. ↑  Deze tabel is bijgewerkt tot en met de laatste editie (2024).